# Vernon Wells (aktor)
Vernon George Wells (ur. 31 grudnia 1945 w Rushworth) – australijski aktor filmowy, teatralny i telewizyjny.

## Życiorys
Urodził się w Rushworth na wiejskich terenach stanu Wiktoria jako syn Evy Maude (z domu Jackson) i Michaela Wellsów. Początkowo pracował w kamieniołomach i jako sprzedawca.
Zauważony przez agentów, zaczął występować w reklamach telewizyjnych i serialach. Pierwszą rolę kinową zagrał w filmie Felicity, znany jest też m.in. z roli Weza w filmie Mad Max 2 i Bennetta w filmie Komando.
Występował także na scenie w spektaklach: Hosanna, Half a Sixpence, The Birthday Party i Stop the World.
W 2001 roku wcielił się w postać Ransika, głównego antagonisty serialu THQ Inc. Power Rangers Time Force. Powtórzył tę rolę w serialu Power Rangers Wild Force.

## Filmografia
- Felicity (1979) jako Tom
- Mad Max 2 (1981) jako Wez
- Dziewczyna z komputera (1985) jako Lord
- Komando (1985) jako Bennett
- Interkosmos (1987) jako pan Igoe
- Amerykański orzeł (1989) jako Johnny Burke
- Przekroczyć granicę (1989) jako Steve Sinclair
- Moto Diabły (1989) jako Chard
- Elektroniczny człowiek (1990) jako Wtyczkogłowy
- Krewetka na haczyku (1990) jako Bruce Woodley
- Forteca (1992) jako Maddox
- 2002: Gwałt na Edenie (1994) jako Mercenary Soldier
- Okrutne prawo (1995) jako Galaxy 500
- Kowboje przestrzeni (1996) jako pan Cutt
- Power Rangers Time Force (2001) jako Ransik
- Power Rangers Wild Force (2002) jako Ransik
- W głębinach Loch Ness (2002) jako Konstabl
- Król mrówek (2003) jako Beckett
- Tajemniczy przypadek doktora Jekylla i pana Hyde’a (2006) jako doktor Dennis Lanyon
- Silent Night, Zombie Night (2009) jako Paul Irwin
- Hooligans 2: Do ostatniej krwi  (2009) jako Gubernator
- Morderstwa w Westbrick (2010) jako Max
- Atak jurajski (2013) jako agent Grimaldi